# Monde Selection
Monde Selection je mezinárodní nezávislé ocenění kvality výrobků. Uděluje se od roku 1961 a je určeno pro potraviny, výživové doplňky, alkoholické i nealkoholické nápoje, tabákové výrobky, kosmetiku a hygienické pomůcky. O udělení ceny rozhoduje Mezinárodní ústav kvality, který sídlí v belgickém městě Braine-le-Château. Štítek Monde Selection pak mohou firmy používat při propagaci svých produktů.
Ocenění se uděluje každoročně na slavnostním ceremoniálu. Ročně se přihlásí okolo 3 000 značek z více než osmdesáti zemí, výrobky jsou pak anonymně posuzovány týmem odborníků. Uděluje se bronzová medaile za hodnocení od 60 do 69 procent, stříbrná medaile za 70 až 79 procent, zlatá medaile ze 80 až 89 procent a velká zlatá medaile pro výrobky, které dosáhly více než 90 procent. Značka, která získala zlatou medaili třikrát po sobě, má nárok na označení International High Quality Trophy. 
Monde Selection také pořádá v Bruselu každoroční soutěž vín pod patronátem Mezinárodní organizace pro révu vinnou a víno. V roce 2023 se jí zúčastnilo 7 500 bílých a červených vín z téměř padesáti států.